# SM U-94
SM U-94 var en Typ U-93 ubåt som tjänstgjorde i den kejserliga tyska flottan under första världskriget. U-94 sänkte eller skadade 23 handelsfartyg på totalt 79 957 registerton samt sänkte en brittisk slup på 1 250 ton.

## Design
De tyska ubåtarna av Typ U 93 föregicks av de kortare ubåtarna av Typ U 87. U-94 hade ett deplacement på 838 ton vid ytan och 1.000 ton under vatten. Hon hade en total längd på 71,55 meter, en bredd på 6,30 meter, en höjd på 8,25 meter och ett djupgående på 3,94 meter. Ubåten drevs av två motorer på 2.400 hästkrafter (1 800 kW; 2 400 shp) för användning vid ytan och två motorer på 1 200 hästkrafter (880 kW; 1 200 shp) för användning under ytan. Fartyget hade två propelleraxlar. Fartyget kunde operera på upp till 50 meters djup.
Ubåten kunde nå en hastighet på 16,8 knop (31,1 km/h) på ytan och 8,6 knop (15,9 km/h) under ytan. Under vatten kunde hon färdas 52 nautiska mil (96 km) i 5 knop (9,3 km/h); när hon var uppe på ytan kunde hon färdas 9 020 nautiska mil (16 710 km) i 8 knop (15 km/h). U-94 var utrustad med sex torpedtuber på 50 centimeter (fyra i fören och två i aktern), tolv till sexton torpeder och en 8,8 cm SK L/30 däckskanon. Hon hade en besättning på trettiosex man (trettiotvå sjömän och fyra officerare).

## Sänkta eller skadade fartyg
| Datum             | Namn                | Nationalitet   | Tonnage | Öde    |
| ----------------- | ------------------- | -------------- | ------- | ------ |
| 9 juni 1917       | Deveron             | Norge          | 1 261   | Sänkt  |
| 11 juni 1917      | Thessaly            | Storbritannien | 4 310   | Skadad |
| 12 juni 1917      | Amakura             | Storbritannien | 2 316   | Sänkt  |
| 13 juni 1917      | Cederic             | Norge          | 2 344   | Sänkt  |
| 20 juni 1917      | HMS Salvia          | Storbritannien | 1 250   | Sänkt  |
| 24 juni 1917      | Sylvanian           | Storbritannien | 4 858   | Sänkt  |
| 26 juni 1917      | Haverford           | Storbritannien | 11 635  | Skadad |
| 29 juli 1917      | Ingeborg            | Danmark        | 1 207   | Sänkt  |
| 29 juli 1917      | Adalia              | Storbritannien | 3 847   | Sänkt  |
| 30 juli 1917      | Kildin              | Ryska imperiet | 1 640   | Sänkt  |
| 30 juli 1917      | Manchester Inventor | Storbritannien | 4 112   | Sänkt  |
| 30 juli 1917      | Souma               | Ryska imperiet | 2 200   | Sänkt  |
| 6 augusti 1917    | Argalia             | Storbritannien | 4 641   | Sänkt  |
| 12 augusti 1917   | Lynorta             | Storbritannien | 3 684   | Sänkt  |
| 16 augusti 1917   | Svanholm            | Danmark        | 1 400   | Sänkt  |
| 19 september 1917 | Hydra               | Danmark        | 174     | Sänkt  |
| 24 september 1917 | Petersham           | Storbritannien | 3 381   | Skadad |
| 15 december 1917  | Bernard             | Storbritannien | 3 682   | Sänkt  |
| 16 december 1917  | Bristol City        | Storbritannien | 2 511   | Sänkt  |
| 19 februari 1918  | Barrowmore          | Storbritannien | 3 832   | Sänkt  |
| 26 februari 1918  | Snyg                | Norge          | 370     | Sänkt  |
| 2 mars 1918       | Rockpool            | Storbritannien | 4 502   | Sänkt  |
| 18 maj 1918       | Hurunui             | Storbritannien | 10 644  | Sänkt  |
| 25 maj 1918       | Saphir              | Norge          | 1 406   | Sänkt  |